# Virginia Davis
Virginia Davis (Kansas City, 31 dicembre 1918 – Corona, 15 agosto 2009) è stata un'attrice statunitense.È conosciuta principalmente come attrice bambina per aver interpretato dal 1923 al 1925 la piccola Alice, protagonista della serie di cortometraggi Disney Alice Comedies.

## Biografia

### I primi anni e leAlice Comedies
Virginia Davis nacque a Kansas City (Missouri). Suo padre era un commesso viaggiatore di mobili e trascorreva molto tempo lontano da casa, anche intere settimane. La madre Margaret Davis, una casalinga, concentrò tutta la sua attenzione sulla figlia; cominciò a portare Virginia a lezioni di ballo e audizioni di modelle quando aveva due anni. Una bambina appariscente e dai lunghi riccioli, Virginia comparì presto in spot nei cinema locali. Frequentò anche la Georgie Brown's Dramatic School di Kansas City, dove studiò recitazione e danza. Nella primavera del 1923 il ventiduenne Walt Disney, che aveva fondato a Kansas City il Laugh-O-Gram Studio, vide Virginia in uno degli spot e subito decise di assumerla come protagonista nel suo nuovo corto Il Paese delle Meraviglie di Alice, che avrebbe unito animazione e live-action. Contattò quindi Margaret Davis, che era desiderosa di avanzare la carriera di sua figlia. Il contratto con Virginia Davis, che avrebbe ricevuto il 5% dei ricavi del film, venne firmato 13 aprile 1923. Il film venne girato a Kansas City tra il Laugh-O-Gram Studio e casa Davis; sia Margaret Davis che Walt Disney fecero brevi apparizioni (il che segnò la prima apparizione di Disney in un suo film).
Dopo le riprese, tuttavia, il Laugh-O-Gram Studio fallì e Disney si trasferì a Hollywood e fondò con il fratello Roy O. Disney i Disney Brother Studios. Sulla base de Il Paese delle Meraviglie di Alice, la società venne assunta da Margaret J. Winkler per produrre una serie di corti simili intitolata Alice Comedies. La famiglia Davis seguì quindi Disney a Hollywood, anche se la carriera della figlia non era l'unico motivo per il trasloco; Virginia aveva infatti sofferto di polmonite e altri problemi di salute, e il pediatra aveva detto ai suoi genitori che sarebbe stata meglio con un clima più secco e caldo. Virginia firmò un nuovo contratto con Disney per uno stipendio di 100 dollari al mese, e iniziò le riprese della serie nel garage dello zio di Walt. Suo fratello Roy era il cameraman, e il cane della famiglia Disney, Peggy, apparve in molti dei film. I corti di Alice divennero molto popolari, fornendo a Disney il suo primo successo nazionale. Ma mentre la serie progrediva, Disney divenne più interessato all'animazione, riducendo al minimo il ruolo live-action di Virginia; dopo tredici cortometraggi, nel febbraio del 1925 il contratto di Virginia venne rescisso e lei fu sostituita da Margie Gay.
Ricordando il suo lavoro nella serie, Virginia disse: "Fu un bel periodo - pieno di divertimento, avventura, e 'facciamo finta'. Adoravo e idolatravo Walt, come ogni bambino avrebbe fatto. Lui mi dirigeva in una grande maniera, con ampi gesti. Uno dei miei film preferiti fu Alice's Wild West Show. Ero sempre la bambina con i riccioli, ma ero davvero un maschiaccio, e quel film mi permise di fare la dura. Ne fui molto felice".

### Carriera a Hollywood
In seguito, la Davis continuò a lavorare presso altri studios di Hollywood come attrice bambina. Nel 1925 venne assunta per interpretare il ruolo di Resi in The Greater Glory (1926), una produzione First National Pictures. Il regista del film, Curt Rohfeld, osservò che la Davis "ha la tecnica di un'artista completa, la capacità insolita di seguire la direzione e la disposizione di un angelo. Durante le riprese non mi fu mai necessario spiegarle qualsiasi angolazione due volte e, con tutta la sua comprensione matura, rimane tuttavia il fascino giovanile, facendo una combinazione rara e apprezzata". Durante le riprese di The Greater Glory, la Davis firmò un contratto con Harry Carey, e i due attori lavorarono insieme in The Man from Red Gulch (1925).
Nel dicembre del 1929 la Davis fece parte del cast de L'uccellino azzurro al Pasadena Playhouse. Il cast includeva 150 bambini.
A partire dagli anni trenta, la Davis lavorò principalmente come comparsa. Cantò, ballò e recitò in film come Three on a Match (1932), Carioca (1933), Una stella s'innamora (1934), College Holiday (1936), Una donna vivace (1938), Tre settimane d'amore (1941), Maia, la sirena delle Hawaii (1942) e Le ragazze di Harvey (1946), tra gli altri. In alcune occasioni usò il nome d'arte "Mary Daily", e apparve in film come Hands Across the Rockies con la star cowboy Bill Elliott.
Durante la sua permanenza a Hollywood, la Davis lavorò occasionalmente anche per il suo vecchio capo, Walt Disney. Fece anche dei test vocali come doppiatrice per i primi due Classici Disney, Biancaneve e i sette nani (1937) e Pinocchio (1940), ma non venne assunta (nel primo caso, perché sua madre considerava il salario troppo basso).

### Ritiro dalle scene e ultimi anni
Nel 1943 la Davis sposò l'aviatore della marina militare Robert McGhee, con il quale ebbe due figlie. Durante i loro 59 anni di matrimonio, la coppia visse in New Jersey, Connecticut, California meridionale e Idaho. Infatti, dopo un ultimo ruolo ne Le ragazze di Harvey (1946), Virginia si ritirò per diplomarsi alla New York School of Interior Design. Negli anni cinquanta divenne redattrice della rivista Living for Young Homemakers, mentre nel 1963 iniziò a lavorare come agente immobiliare principalmente in Connecticut e nelle aree di Irvine (California) e Boise.
Nel 1992 si rinnovò l'interesse nelle Alice Comedies. Vivendo in pensione nel Montana, Virginia fu improvvisamente sopraffatta dal numero di fan che cercavano di onorare lei e il ruolo rilevante che aveva giocato nella nascita della Walt Disney Company. In quell'anno fu ospite d'onore alle Giornate del Cinema Muto di Pordenone, e nel 1998 divenne una delle Disney Legends nella categoria "Animazione". Virginia fu molto attiva anche in festival del cinema muto e manifestazioni a Disneyland e Walt Disney World.
Dopo un anno di salute precaria, Virginia Davis-McGhee morì per cause naturali nella sua casa a Corona (California) il 15 agosto 2009, all'età di 90 anni.

## Riconoscimenti
- Young Hollywood Hall of Fame (1920's)

## Filmografia
- Il Paese delle Meraviglie di Alice (Alice's Wonderland), regia di Walt Disney (1923) - cortometraggio
- Alice's Day at Sea, regia di Walt Disney (1924) - cortometraggio
- Alice's Spooky Adventure, regia di Walt Disney (1924) - cortometraggio
- Alice's Wild West Show, regia di Walt Disney (1924) - cortometraggio
- Alice's Fishy Story, regia di Walt Disney (1924) - cortometraggio
- Alice and the Dog Catcher, regia di Walt Disney (1924) - cortometraggio
- Alice the Peacemaker, regia di Walt Disney (1924) - cortometraggio
- Alice Gets in Dutch, regia di Walt Disney (1924) - cortometraggio
- Alice Hunting in Africa, regia di Walt Disney (1924) - cortometraggio
- Alice and the Three Bears, regia di Walt Disney (1924) - cortometraggio
- Alice the Piper, regia di Walt Disney (1924) - cortometraggio
- Alice Cans the Cannibals, regia di Walt Disney (1925) - cortometraggio
- Alice the Toreador, regia di Walt Disney (1925) - cortometraggio
- Alice Gets Stung, regia di Walt Disney (1925) - cortometraggio
- The Dark Angel, regia di George Fitzmaurice (1925)
- The Man from Red Gulch, regia di Edmund Mortimer (1925)
- The Greater Glory, regia di Curt Rehfeld (1926)
- Scena di strada (Street Scene), regia di King Vidor (1931) - non accreditata
- Three on a Match, regia di Mervyn LeRoy (1932)
- Carioca (Flying Down to Rio), regia di Thornton Freeland (1933) - non accreditata
- Il mistero del varietà (Murder at the Vanities), regia di Mitchell Leisen (1934) - non accreditata
- Una stella s'innamora (Young and Beautiful), regia di Joseph Santley (1934) - non accreditata
- College Rhythm, regia di Norman Taurog (1934) - non accreditata
- College Holiday, regia di Frank Tuttle (1936) - non accreditata
- Una donna vivace (Vivacious Lady), regia di George Stevens (1938) - non accreditata
- Escort Girl, regia di Edward E. Kaye (1941) - come "Mary Daily"
- Hands Across the Rockies, regia di Lambert Hillyer (1941) - come "Mary Daily"
- L'inarrivabile felicità (You'll Never Get Rich), regia di Sidney Lanfield (1941) - non accreditata
- Tre settimane d'amore (Week-End in Havana), regia di Walter Lang (1941) - non accreditata
- Maia, la sirena delle Hawaii (Song of the Islands), regia di Walter Lang (1942) - non accreditata
- Follie di New York (My Gal Sal), regia di Irving Cummings (1942) - non accreditata
- Baci, carezze e pugni (Footlight Serenade), regia di Gregory Ratoff (1942) - non accreditata
- Tra le nevi sarò tua (Iceland), regia di H. Bruce Humberstone (1942) - non accreditata
- Le ragazze di Harvey (The Harvey Girls), regia di George Sidney (1946) - non accreditata